# Bauvin
Bauvin là một xã ở tỉnh Nord trong vùng Hauts-de-France, Pháp.
It is 17 km (11 mi) south-west of Lille.